# Farmington (Nuevo Hampshire)
Farmington es un pueblo ubicado en el condado de Strafford en el estado estadounidense de Nuevo Hampshire. En el Censo de 2010 tenía una población de 6.786 habitantes y una densidad poblacional de 69,8 personas por km².

## Geografía
Farmington se encuentra ubicado en las coordenadas 43°22′21″N 71°5′00″O / 43.37250, -71.08333. Según la Oficina del Censo de los Estados Unidos, Farmington tiene una superficie total de 97.22 km², de la cual 96.39 km² corresponden a tierra firme y (0.85%) 0.82 km² es agua.

## Demografía
Según el censo de 2010, había 6.786 personas residiendo en Farmington. La densidad de población era de 69,8 hab./km². De los 6.786 habitantes, Farmington estaba compuesto por el 96.76% blancos, el 0.49% eran afroamericanos, el 0.25% eran amerindios, el 0.53% eran asiáticos, el 0.1% eran isleños del Pacífico, el 0.18% eran de otras razas y el 1.69% pertenecían a dos o más razas. Del total de la población el 0.77% eran hispanos o latinos de cualquier raza.